# Lymantria microcyma
Lymantria microcyma är en fjärilsart som beskrevs av Collenette 1937. Lymantria microcyma ingår i släktet Lymantria och familjen tofsspinnare. Inga underarter finns listade i Catalogue of Life.